# Grumman XF10F
Die Grumman XF10F Jaguar war ein vom US-amerikanischen Flugzeughersteller Grumman Aerospace Corporation für die U.S. Navy entwickeltes Kampfflugzeug. Sie sollte als Trägerflugzeug dienen. Das Schwenkflügel-Flugzeug kam jedoch nicht über den Prototypenstatus hinaus.
Der Erstflug fand am 19. Mai 1952 statt, im April 1953 wurde das Projekt nach 32 Testflügen eingestellt. Nach den Angaben des Piloten soll außer dem Schwenkflügelmechanismus, der die Tragflächen für Start und Landung in 13,5° oder für Hochgeschwindigkeitsflug in 42,5° Pfeilung positionierte, nahezu nichts wie vorgesehen funktioniert haben. Ein großes Manko war das Westinghouse-J40-Strahltriebwerk, das statt des angegebenen Schubs von 49 kN lediglich 30,2 kN leistete.
Der Schulterdecker besaß ein T-Leitwerk mit Stabilisator.

## Technische Daten
| Kenngröße              | Daten |
| ---------------------- | --- |
| Typ                    | einsitziger bordgestützter Jagdeinsitzer |
| Triebwerk              | ein Nachbrenner-Strahltriebwerk Westinghouse XJ40-WE-8 mit 30,2 kN (4944 kg) Schub                                                                  |
| Spannweite             | 11,17 m bzw. 15,42 m |
| Länge                  | 17,01 m |
| Höhe                   | 4,95 m |
| Tragflügelfläche       | max. 43,38 m² |
| Höchstgeschwindigkeit  | 1.143 km/h in Meereshöhe |
| Einsatzgeschwindigkeit | 1.017 km/h in 10.670 m Höhe |
| Dienstgipfelhöhe       | 13.960 m |
| Reichweite             | 2.672 km |
| Leermasse              | 9.265 kg |
| Maximale Startmasse    | 16.080 kg |
| Bewaffnung             | vier 20-mm-Kanonen im Bug und zwei 907-kg-Bomben oder 48 FFAR-Raketen (Kaliber 70 mm) oder 12 HVAR-Raketen vom Kaliber 127 mm unter den Tragflächen |